# Markus Fuchs (Reiter)
Markus Fuchs (* 23. Juni 1955 in Abtwil) ist ein ehemaliger Springreiter. Er war einer der erfolgreichsten Schweizer Profireiter im internationalen Springreitgeschehen.

## Leben und Wirken
Seinen ersten nationalen Titel als Schweizer Meister errang Markus Fuchs 1973, im selben Jahr bestritt er seinen ersten internationalen Wettkampf, die Junioren-Europameisterschaft – im eidgenössischen St. Moritz. Sein erfolgreichstes Pferd war Tinka’s Boy (Markus Fuchs: «Tinka’s Boy war das Pferd meines Lebens»), der Ende 2004 – nach dem Sieg im Grossen Preis beim CHIO in Aachen – eine zweite Karriere als erfolgreicher Zuchthengst begann. Am 6. Juni 2009 beendete er vor heimischem Publikum mit einem vierten Platz im Grossen Jagdspringen beim CSIO St. Gallen seine sportliche Karriere.
Nach dem Ende seiner reiterlichen Karriere arbeitet er weiterhin als Ausbilder, Reitlehrer, Pferdehändler sowie als Trainer anderer internationaler Springreiter (Pius Schwizer, José Larocca). Beginnend mit den Europameisterschaften der Springreiter in Windsor im Spätsommer 2009 sollte er auch als TV-Co-Kommentator beim Schweizer Fernsehen wirken.
Ende Juli 2009 übernahm er die Tätigkeit als Teamchef der italienischen Springreiter. Nach den Weltreiterspielen 2010 (wo die italienische Springreitermannschaft nur Platz 18 erreichte) wurde sein Aufgabengebiet begrenzt, Ende September 2011 legte er das Amt nieder. Auf Initiative des Schweizer Equipenchefs Urs Grünig wurde Fuchs für das Jahr 2012 sportlicher Berater der Schweizer Springreiter. In den folgenden Jahren unterstützte er Mannschaften und Reiter aus Katar, den Vereinigten Arabischen Emiraten und der Ukraine. Seit dem Sommer 2017 zog er sich etwas zurück, trainiert nur noch einzelne Reiter. Nach wie vor ist Fuchs im Pferdehandel aktiv und unterstützt den CSIO Schweiz als Sportchef.
Der gelernte Kaufmann ist mit einer Dressurreiterin verheiratet und hat zwei Söhne.

## Grösste Erfolge

### Olympische Spiele
- Silber Team, Sydney 2000, mit Tinka’s Boy
- 5. Rang Team, Athen 2004, mit Tinka’s Boy
- 5. Rang Team, Barcelona 1992, mit Shandor
- 6. Rang Team, Atlanta 1996, mit Adelfos
- 7. Rang Einzel, Seoul 1988, mit Shandor
- 7. Rang Team, Seoul 1988, mit Shandor

### Weltmeisterschaften
- Bronze Team, Den Haag 1994, mit Goldlights

### Weltcupfinales
- 1. Rang, Göteborg 2001, mit Tinka’s Boy
- 2. Rang, Las Vegas 2000, mit Tinka’s Boy
- 3. Rang, Del Mar 1992, mit Shandor
- 3. Rang, Mailand 2004, mit Tinka’s Boy
- 5. Rang, Las Vegas 2003, mit Tinka’s Boy

### Europameisterschaften
- Silber Team, San Patrignano (ITA) 2005, mit La Toya III
- Silber Einzel, Hickstead (GBR) 1999, mit Tinka’s Boy
- Silber Team, Hickstead (GBR) 1999, mit Tinka’s Boy
- Bronze Team, Donaueschingen (GER) 2003, mit Tinka’s Boy
- Bronze Team, La Baule (FRA) 1991, mit Shandor
- Bronze Team, Rotterdam (NED) 1989, mit Shandor
- Bronze Team, St. Gallen (SUI) 1987, mit Shandor

### Schweizer Meisterschaften
- 1. Rang, 2006, mit Nirmette
- 1. Rang, 2000, mit Cosima
- 1. Rang, 1994, mit Adelfos
- 1. Rang, 1989, mit Shandor
- 1. Rang, 1984, mit Volvo a Lifetime
- 1. Rang, 1973, mit Lady Seven

### Nationenpreise
- 142 Starts/19 Siege